# Solanum coriaceum
Solanum coriaceum är en potatisväxtart som beskrevs av Michel Félix Dunal. Solanum coriaceum ingår i släktet skattor som ingår i familjen potatisväxter. Inga underarter finns listade i Catalogue of Life.